# Preesall
Preesall est une ville et une paroisse civile du Lancashire, en Angleterre.